# Condado de Cooke

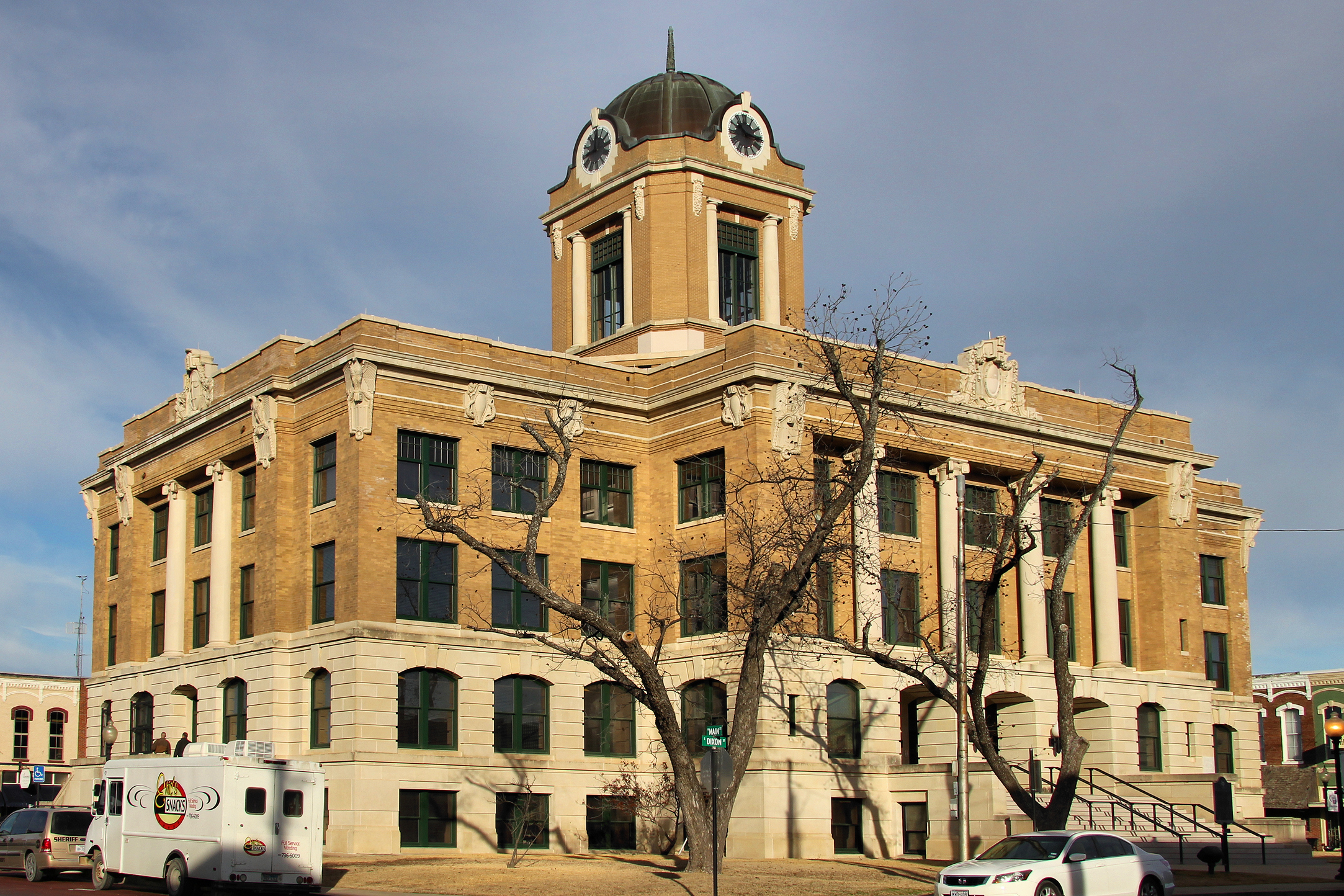
mira que bonito

Cooke es uno de los 254 condados del estado de Texas, EE. UU. La sede del condado y su mayor ciudad es Gainesville.

## Datos básicos
El condado posee un área de 2.328 km² (los cuales 65 km² están cubiertos por agua), la población de 36.363 habitantes, y la densidad de población es de 16 hab/km² (según censo nacional de 2000). Este condado fue fundado en 1848.